# Клементьев, Иван Ильич
Ива́н Ильи́ч Клеме́нтьев (латыш. Ivans Klementjevs; род. 18 ноября 1960, Крустпилсский район, Латвийская ССР, СССР) — советский и латвийский гребец на каноэ, олимпийский чемпион и многократный чемпион мира, латвийский политик. Заслуженный мастер спорта СССР (1984). Старший брат Ефимия Клементьева, также выступавшего за Латвию в гребле на каноэ (участник Олимпийских игр 1992 и 2000 годов), основавший вместе с ним спортивный клуб «Братья Клементьевы».

## Биография
Иван Клементьев — выходец из семьи староверов-поморцев, живущих в Латвии с XVII—XVIII века. Он родился в деревне Бунтики Крустпилсского района Латвийской ССР и был четвёртым из пяти детей в семье. Его отец Илья Милитеевич служил путевым обходчиком, затем дежурным по переезду на железной дороге, мать Ульяна Анисимовна занималась хозяйством и детьми. Она умерла в 1973 году, младшие мальчики остались на попечении старшей сестры Антонины, а старший Пётр (род. 1959) поступил в Рижское железнодорожное профтехучилище № 11, где ученикам предоставлялось полное государственное обеспечение — общежитие, питание, обмундирование, а также возможности заниматься в кружках и секциях по интересам. Там он начал заниматься в секции гребли.
Затем по его стопам пошли средний брат Иван и младший Ефимий (род. 1963).
Иван присоединился к секции гребли сразу после поступления в училище, в 1975 году, и сначала считался неперспективным из-за худобы и небольшого роста. Однако подросток упорно занимался и уже в 1977 году выполнил норму кандидата в мастера спорта, а в 1979 году после соревнований в Каунасе стал мастером спорта СССР. Выступал за Трудовые резервы и был в 1980 году включён в сборную этого спортобщества. На первых сборах в этой команде он познакомился с Владимиром Семенихиным, который стал его первым настоящим тренером.

### К спортивному Олимпу
Летом 1980 года Клементьев поступил в Латвийский институт физкультуры. В сентябре 1980 года, показав высокие результаты на чемпионате Советского Союза по неолимпийским дистанциям, Иван был зачислен в сборную СССР.
На первых сборах в Новомосковске он объединился в двойке с Юрисом Рунцисом, и это дало очень хороший результат на первенстве СССР, где они взяли золото и бронзу и вошли в число кандидатов на Чемпионат мира. Однако в составе сборной на него поехал только Иван.
В 1985—1994 годах он 7 раз становился чемпионом мира в гребле на каноэ-одиночках (один раз — на дистанции 10 000 м, остальные — на дистанции 1000 м), один раз стал олимпийским чемпионом и дважды — олимпийским призёром.
В течение 7 лет возглавлял сборную СССР по гребле.

### Политическая и общественная деятельность
В 1992 году, после восстановления государственной независимости Латвии, Иван Клементьев получил гражданство страны как её потомственный житель. В 1990-е, будучи действующим спортсменом, работал вице-президентом Федерации гребли на каноэ Латвии
По окончании спортивной карьеры Иван Клементьев занялся политикой. В 2001—2005 годах он был депутатом Рижской Думы от Партии народного согласия, в 2006—2022 годах был членом парламента Латвии, работал в комиссиях по образованию и по обороне и внутренним делам.
В 2014 году И. Клементьев был избран президентом Латвийской Олимпийской академии, в 2018 переизбран на этот пост единогласно. Академия была учреждена в 1989 году для реализации образовательных программ и поддержки олимпийского движения в Латвии.
В 2019 году в числе оппозиционных 20 депутатов Сейма от партии «Согласие» Клементьев подал иск в Конституционный суд Латвии против школьной реформы, предусматривающей полный перевод латвийских русских школ и даже вузов на латышский язык обучения. Он также выступал против этой реформы с трибуны Сейма и на заседаниях комиссии Сейма по образованию, но остался в меньшинстве.
Клементьев уверен, что Латвия потеряла свои позиции в спорте высоких достижений, поскольку не использует опыт великих спортсменов и не ставит задачи достижения наивысших результатов перед спортивными школами и тренерами, Мурьянской спортивной гимназией, Олимпийским комитетом. «Деньги тратятся, аппетиты растут, федераций становится всё больше (их уже 96), каждая просит финансирования. Мы многие годы говорим, что надо выбрать приоритетные виды спорта, но это не делается, поэтому всем дают по чуть-чуть. Мы понастроили множество баскетбольных залов, а баскетбола нет», — сетует олимпийский чемпион.

## Награды
Награждён орденами «Знак почета» (дважды), Дружбы народов (СССР), высшей государственной наградой Латвийской Республики — орденом «Трех звезд» IV степени (9 ноября 1999 года), орденом «За заслуги перед Итальянской Республикой», медалью Балтийской ассамблеи (2010), Почётной грамотой Кабинета Министров Латвии (1996).

## Личная жизнь
Иван женат Гунте Муйжниеце. Детей у пары нет.